# Upplands runinskrifter 1040
Runinskrift U 1040 är en runsten i Fasma, Tensta socken, Uppsala kommun. Stenen är belägen öster om E4 och direkt söder om länsväg C 766.

## Stenen
Runstenen är av grå grovkornig granit, 1,86 meter hög och 0,67 meter bred.

## Inskriften
Runhöjden är sex centimeter. Ristningen är grunt huggen och lyder, på nusvenska:
Translitterering av runraden:
futan ' lit risa ' stin yftiʀ ' sk| |kouikon ' osn--... ' ki-ilmutr ' kiuli rsti
Normalisering till runsvenska:
Fundinn let ræisa stæin æftiʀ sik kvikvan ... Kæ[t]ilmundr. Kiuli(?) risti.
Översättning till nusvenska:
futan lät resa stenen efter sig medan han levde. Kætilmundr. Kiuli(?) ristade.
Det första namnet, Futan, är inte helt säkert och har inte kunnat tolkas med säkerhet. Möjligen syftar det andra namnet, Kättilmund, på att denne hjälpte till med ristningen men det är oklart.